# Alhama de Múrcia
Alhama de Múrcia (antigament en català Alfama, en castellà i oficialment Alhama de Murcia) és un municipi de la Regió de Múrcia. És una població d'origen romà. Fou una de les ciutats conquerides per Jaume I i cedides a Castella.
En 1298 fou conquerida per Jaume el Just durant la Conquesta del Regne de Múrcia.